# Szigethalom
Szigethalom város Pest vármegyében, a Szigetszentmiklósi járásban. A budapesti agglomerációhoz tartozó település, fontos tömegközlekedési csomópont.

## Fekvése
A Csepel-sziget középső részének felsőbb tájékán és a déli irányban kitáguló Csepeli-síkon, a fővárostól 12 kilométerre helyezkedik el. Kis területen átnyúlik a Ráckevei-Dunán Dunavarsány mellett. Északnyugat-délkeleti fekvésű, kertvárosias jellegű, tipikus ún. sakktábla-szerkezetű település. Határolások: északról az egykori Csepel Autógyár ipartelepe és a szomszédos Szigetszentmiklós Bucka városrésze, északkeletről a Ráckevei-Duna túlsó partján Taksony, déli irányból Tököl kisebb külterületi része és Szigetcsép, nyugatról Tököl központja, északnyugatról Halásztelek, keleti irányból a Ráckevei-Duna és kisebb részben a túlsó parton Dunavarsány határolja. (Az ipartelep jelenleg felváltva Szigethalom és Szigetszentmiklóshoz is tartozik.) A szomszédos települések: északon-északnyugaton Halásztelek, északkeleten Szigetszentmiklós, kelet-délkeleten Dunavarsány, nyugat-délnyugatonTököl központja.

## Története
A város területe a bronzkorban is lakott volt.  Az első házak a 19. században épültek fel, a térséget addig a tököli gazdák védőlegelőként hasznosították. A mai szigethalmi HÉV-megállóhely és a Ráckevei-Duna-ág közötti terület parcellázása Szilágyi Lajos ráckevei járási főszolgabíró nevéhez fűződik. A Tökölhöz tartozó Szilágyitelepen a század vége felé egyre több család telepedett le, így 1899-ben az alapfokú oktatás is megkezdődött, 1908-ban pedig HÉV-megállót is kijelöltek az akkor Tökölig vezető vonalon. A telepen ekkor már tíz család élt.
Az első világháború után a terület fejlődése felgyorsult. A főváros közelsége mellett a helyi építkezések és ipari üzemek nyújtotta munkalehetőség vonzotta az ide települőket. A harmincas évek elején készült el a Taksony felőli bekötőút, 1940-ben pedig megépült a Tököli repülőtér és mellette a Dunai Repülőgépgyár, illetve ezzel párhuzamosan a Csepelt Halásztelekkel és az újonnan épült gyártelepi HÉV-állomással összekötő út.
A második világháború pusztításai Tököl-Szilágyitelepet sem kerülték el. A német katonaság 1944. április 3-án vonult be, a szovjet csapatok november 29-i érkezéséig a repülőgépgyárat és a falut is bombázták. A helyi áldozatok száma elérte a kétezret.
A front elvonulása után a szovjetek helyreállították az ipari létesítményeket, és 1949-ben megindult a termelés a Csepel autógyárban. Az olcsó telekárak és a biztos megélhetési lehetőség ugrásszerű népesség-növekedést eredményeztek. Szilágyitelep és Herminatelep (a mai Halásztelek) 1950. március 1-jével vált ki Tökölből, önálló községekké alakulva. Szilágyitelep nevét egy évvel később változtatták Szigethalomra. A kiválástól kezdve a település dinamikusan fejlődött, egy évtizeden belül orvosi rendelőt, új általános iskolát, óvodát és rendőrségi irodát adtak át. 1970-ben a nagy távolságok miatt az akkor hatezer lelket számláló községben egyedülálló módon helyi autóbuszjárat indult. 1985-ben nyitott a második általános iskola.
A '90-es évek eleji csődhullám a szigethalmi gyárakat sem kerülte el, így átmenetileg megnőtt a munkanélküliség, ez azonban napjainkban már nem jellemző. A települési könyvtárat a privatizált autógyárhoz tartozó művelődési ház gyűjteményére alapították 1996-ban, ma már több, mint 50 000 kötettel rendelkezik.
A település 2004. július 1. óta város. Népessége a szuburbanizáció hatására folyamatosan gyarapszik.

## Közélete

### Polgármesterei
- 1990–1994: Németh Gábor (független)[4]
- 1994–1998: Fáki László (SZDSZ)[5]
- 1998–2002: Fáki László (SZDSZ)[6]
- 2002–2006: Fáki László (SZDSZ-MSZP)[7]
- 2006–2010: Fáki László (SZDSZ-MSZP)[8]
- 2010–2014: Fáki László (független)[9]
- 2014–2019: Fáki László (Összefogás Szigethalomért Egyesület)[10]
- 2019–2024: Fáki László (Összefogás Szigethalomért Egyesület)[11]
- 2024– : Fáki László (Összefogás Szigethalomért Egyesület)[1]

## Demográfiai adatok
| Év   | Lakónépesség | Év   | Lakónépesség |
| ---- | ------------ | ---- | ------------ |
| 1949 | 1747 fő      | 2001 | 12 145 fő    |
| 1960 | 2826 fő      | 2004 | 13 745 fő    |
| 1970 | 6207 fő      | 2005 | 14 629 fő    |
| 1980 | 9131 fő      | 2007 | 15 481 fő    |
| 1990 | 9795 fő      | 2008 | 15 970 fő    |

| Lakosok száma | 17 035 | 16 953 | 17 596 | 18 352 | 17 644 | 18 286 | 18 331 |
|               | 2013   | 2014   | 2018   | 2021   | 2022   | 2023   | 2024   |

A 2011-es népszámlálás során a lakosok 81,8%-a magyarnak, 0,9% cigánynak, 0,8% németnek, 0,3% románnak mondta magát (18% nem nyilatkozott; a kettős identitások miatt a végösszeg nagyobb lehet 100%-nál). A vallási megoszlás a következő volt: római katolikus 21,6%, református 10,1%, evangélikus 0,8%, görögkatolikus 2%, felekezeten kívüli 28,6% (34,5% nem nyilatkozott).
2022-ben a lakosság 87,9%-a vallotta magát magyarnak, 0,9% cigánynak, 0,8% németnek, 0,2% ukránnak, 0,2% románnak, 0,1-0,1% lengyelnek, horvátnak, bolgárnak, ruszinnak, szlováknak és szerbnek, 3,9% egyéb, nem hazai nemzetiségűnek (11,9% nem nyilatkozott; a kettős identitások miatt a végösszeg nagyobb lehet 100%-nál). Vallásuk szerint 16,1% volt római katolikus, 9,3% református, 2% görög katolikus, 0,8% evangélikus, 0,1% ortodox, 1,6% egyéb keresztény, 0,6% egyéb katolikus, 22,3% felekezeten kívüli (46,9% nem válaszolt).

## Közigazgatás
Szigethalmon nyolc önkormányzati egyéni választókerület van, a képviselő-testület összesen tizenkét tagú.

### Városi költségvetés
| 2007              | 2007      | 2007      | 2008      | 2008      | 2009      | 2009      |
| (ezer Ft)         | Bevétel   | Kiadás    | Bevétel   | Kiadás    | Bevétel   | Kiadás    |
| ----------------- | --------- | --------- | --------- | --------- | --------- | --------- |
| Felhalmozási célú | 1 502 353 | 1 262 020 | 659 621   | 559 411   | 591 577   | 579 540   |
| Működési célú     | 1 708 576 | 1 948 909 | 1 984 113 | 2 084 323 | 1 950 177 | 1 962 214 |
| Összesen          | 3 210 929 | 3 210 929 | 2 643 734 | 2 643 734 | 2 541 754 | 2 541 754 |

## Infrastruktúra

### Közúthálózat
A városon belüli úthálózat teljes hossza 78 719 méter, melyből 7 320 méternyi állami kezelésben van. A város megközelíthető közúton Dunavarsányról a Ráckevei-Duna fölött a Taksony-hídon át, az 510-es főútból kiágazó 51 104-es számú úton, Tököl és Halásztelek felől az 5101-es úton, valamint Szigetszentmiklós felől az 51 101-es úton; az utóbbi két útvonalon keresztül érhető el az M0-s körgyűrű is.

### Közösségi közlekedés
A város fejlődését meghatározta a Budapestről induló, 1892-ben Tökölig átadott, majd később Ráckevéig meghosszabbított helyiérdekű vasútvonal. A H6-os HÉV-nek két megállója van a városon belül, Szigethalom megállóhely és Szigethalom alsó megállóhely; a vasutat a MÁV-HÉV Zrt. üzemelteti. Távlati vasútfejlesztési elképzelések szerint a H6-os HÉV az észak–déli regionális gyorsvasút részévé válhat.
Szigethalom fontos központja a helyközi autóbusz-közlekedésnek, a Pest vármegyei Volánbusz egyik vidéki autóbusz-pályaudvara és forgalmi telepe található itt. Jelentős az elővárosi forgalom Halásztelken (690) és Szigetszentmiklóson (673, 674, 675, 676) át Csepelre, illetve Lakihegyen (689) és Leshegyen (691) keresztül Kelenföldre, valamint a Csepel-sziget (692) és a Ráckevei-Duna bal partjának településeire (660, 661, 663, 664, 665, 667, 668) is innen indulnak helyközi autóbuszjáratok. A várost három helyi járat tárja fel (693, 694, 695), ezek végállomása is itt van.
A BKV a kilencvenes évek közepéig autóbuszjáratot is üzemeltetett 38-as számmal a Csepel autógyárig, ezt a társaság gazdasági nehézségei miatt 1996. szeptember 1-jén szüntették meg.

### Közművek
Az ivóvíz bevezetésére 1980-ban hoztak létre társulást, 1994-ben a gáz, 1996-ban a telefon bevezetése történt meg. 1996-ban alakult meg a vízgazdálkodási társulás, melynek köszönhetően a község 2002-re 100%-ban csatornázott. A szennyvizet a tököli szennyvíztisztítóba vezetik.

## Nevezetességek, látnivalók
- Az első világháború áldozatainak emlékműve a régi temetőben.
- A második világháborúban elesett szovjet katonák emlékműve a Rákóczi utcai temetőben.
- Kopjafa Lady Diana emlékére a Rákóczi utcai temetőben.
- Az 1848–49-es forradalom és szabadságharc emlékműve a Dísz téren.
- Szent István-szobor a városközpontban.
- Semmelweis Ignác mellszobra az ápolási központ területén.
- Európai mérföldkő a Dísz téren.
- A Bárka homokkő szobor az ápolási központ területén, Baráz Tamás alkotása.
- Szigethalmi Családi Vadaspark

## Kultúra

### Intézmények
- Hegedüs Géza Városi Könyvtár
- Városi Szabadidőközpont
- Helytörténeti Gyűjtemény

### Együttesek, társulatok
- Szigethalmi Felnőttkórus
- Szent István Általános Iskola Fúvószenekara
- Zug Színház Amatőr Társulat

### Rendezvények
- Országos Ikertalálkozó
- Pest megyei Idősek Találkozója

### Média
- Szigethalmi Híradó (újság)
- KiSDuNa TV
- RH Média Hírportál

## Oktatás
- Négyszínvirág Óvoda
- Szent István Általános Iskola
- Szigethalmi Széchenyi István Általános Iskola
- Közlekedési Park
- Bölcsödék

## Testvérvárosok
- Jaworzno, Lengyelország
- Fülek, Szlovákia

## Itt éltek/élnek
- Bajkó Károly (1944–1997) kilencszeres magyar bajnok, kétszeres olimpiai bronzérmes birkózó.
- Bata Ilona (1955) kétszeres olimpiai válogatott evezős.
- Talabos István (1956) EB ezüstérmes sportlövő, az 1980-as moszkvai olimpia résztvevője.
- Komáromi Tibor (1964) olimpiai ezüstérmes (1988), háromszoros világbajnok (1986, 1987, 1989), Európa-bajnok (1986) birkózó.
- Varga László (1973)  zenész, a Pál Utcai Fiúk, Hiperkarma, A Kutya Vacsorája, Braindogs, Jambalaya, Ripoff Raskolnikov zenekarok basszusgitárosa.
- Tumpek György (1929–2022) huszonnyolcszoros magyar bajnok, tizenhatszoros világrekorder, olimpiai bronzérmes (1956), Európa-bajnok (1954), Európa-bajnoki ezüstérmes (1958) magyar úszó, edző

## Képgaléria

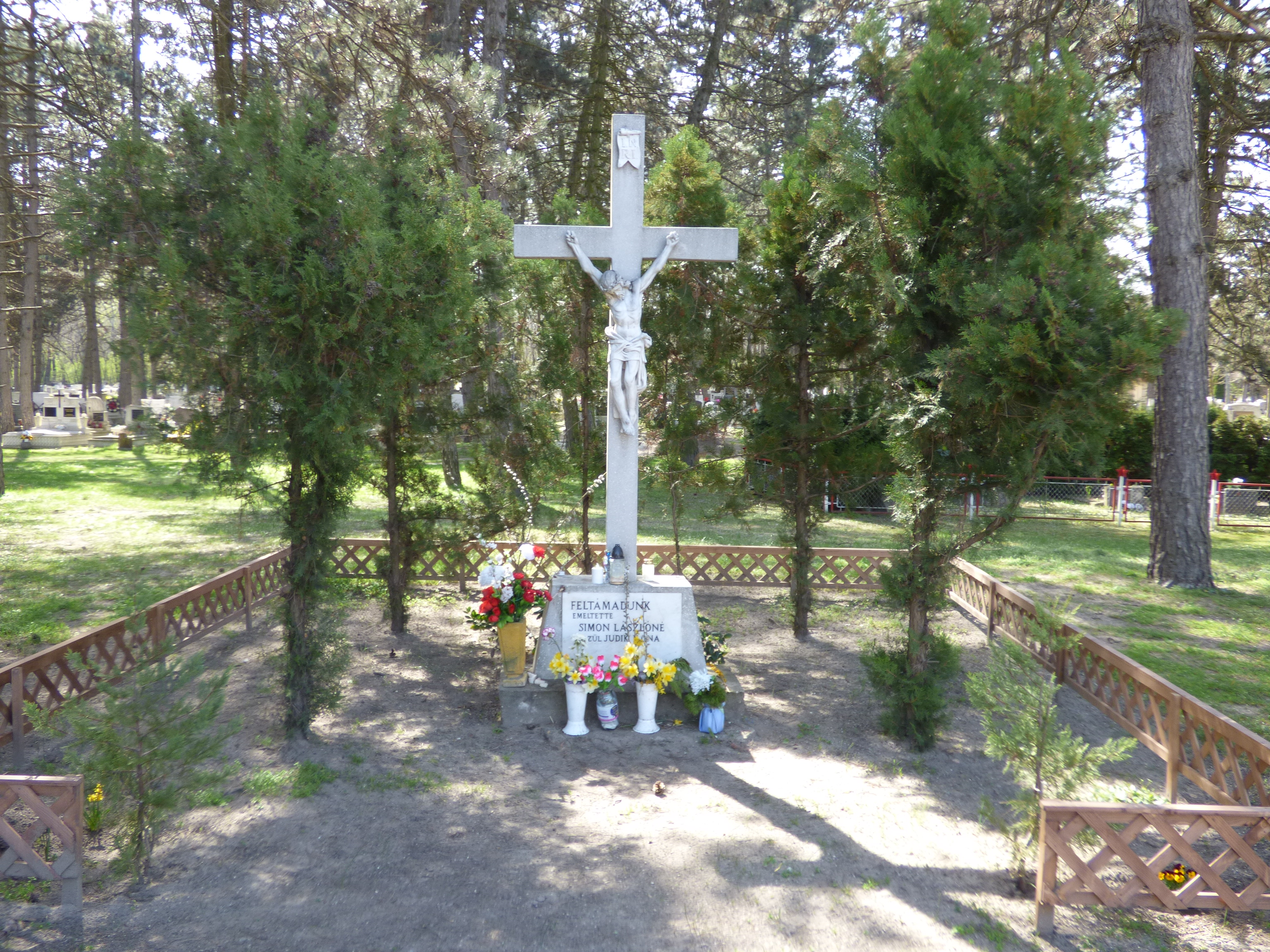
Kereszt a temetőben
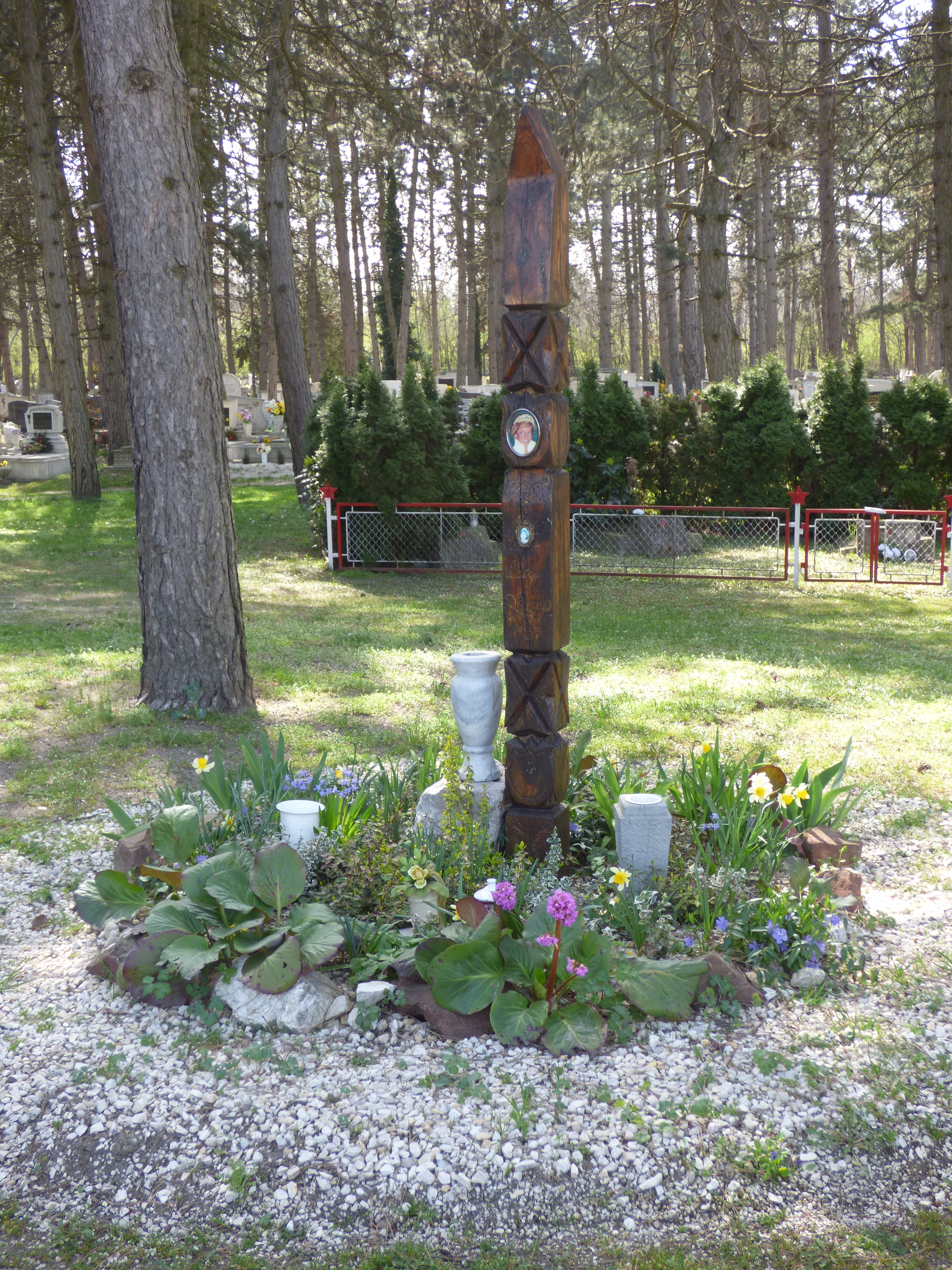
Kopjafa a temetőben
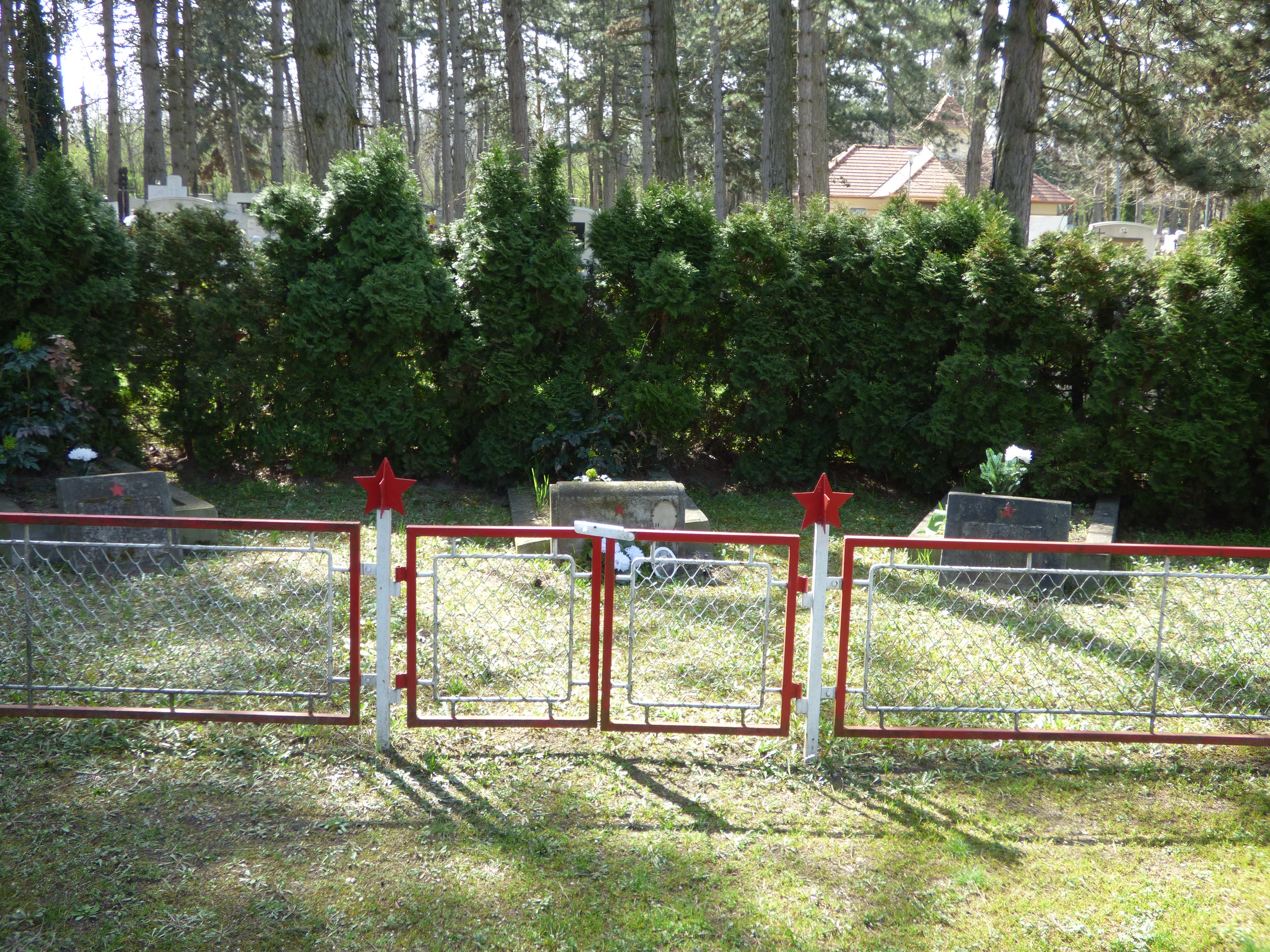
Világháborús elhunytak parcellája a temetőben
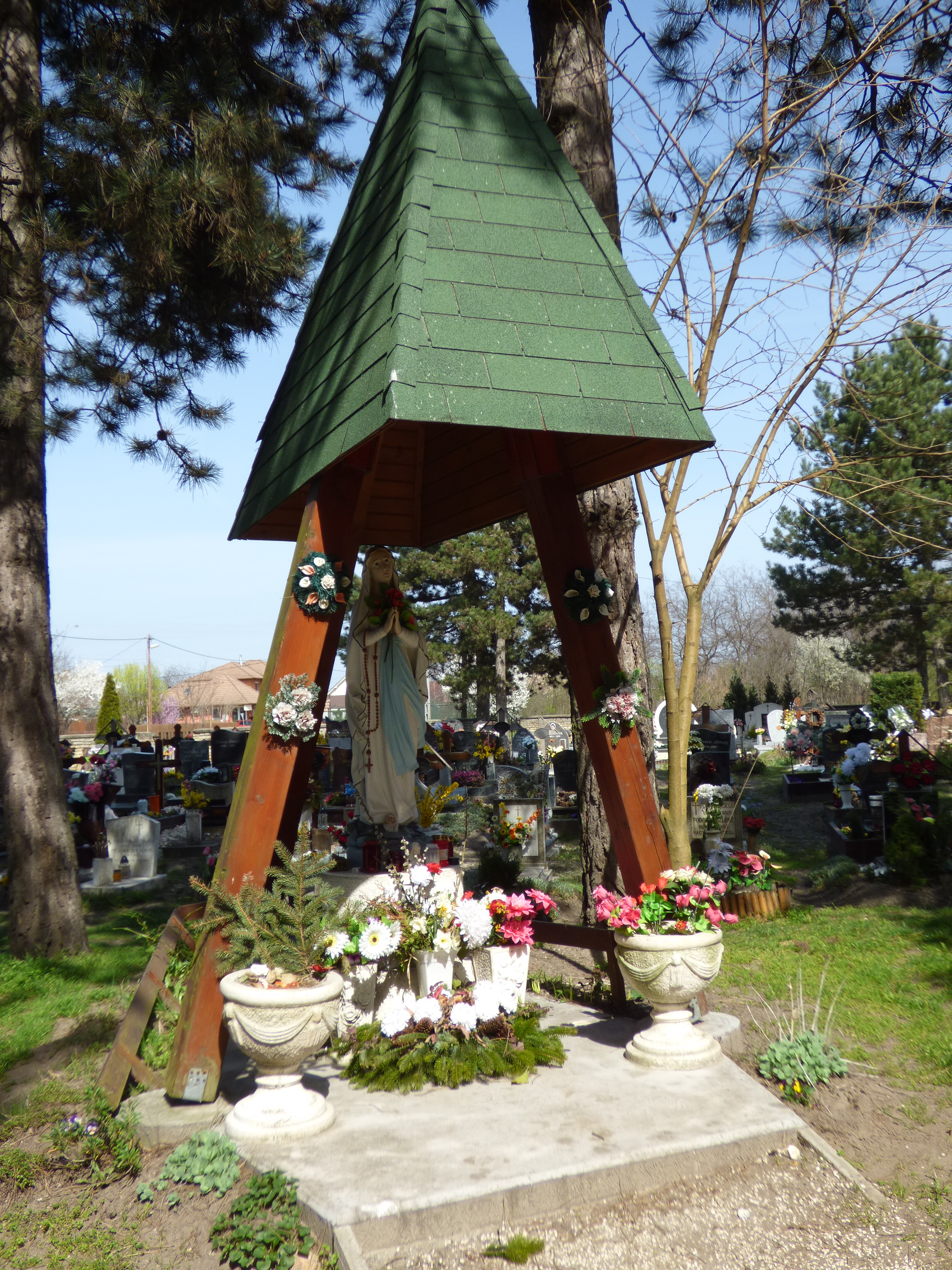
Mária-szobor a temetőben
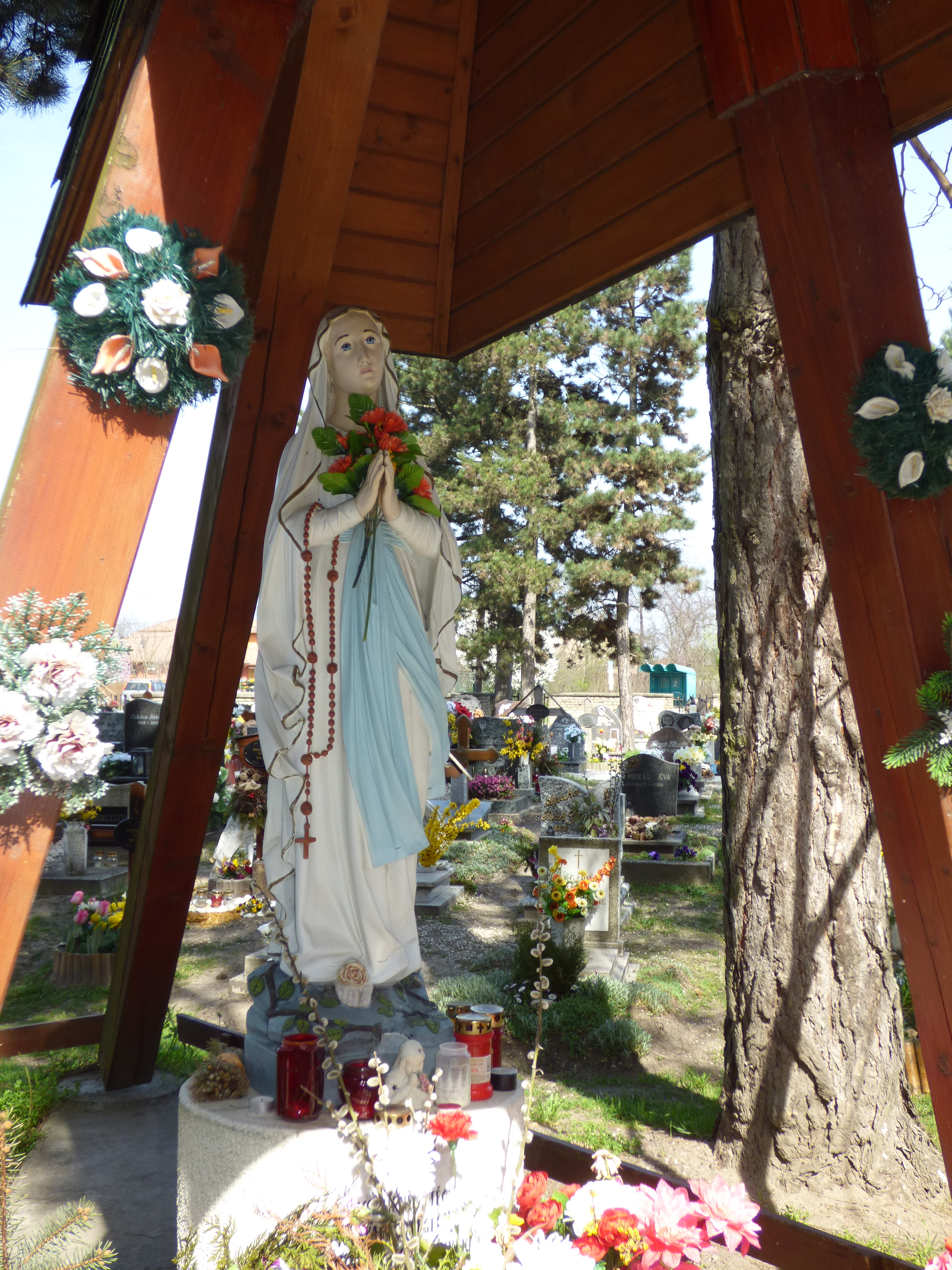
A Mária-szobor közelebbről
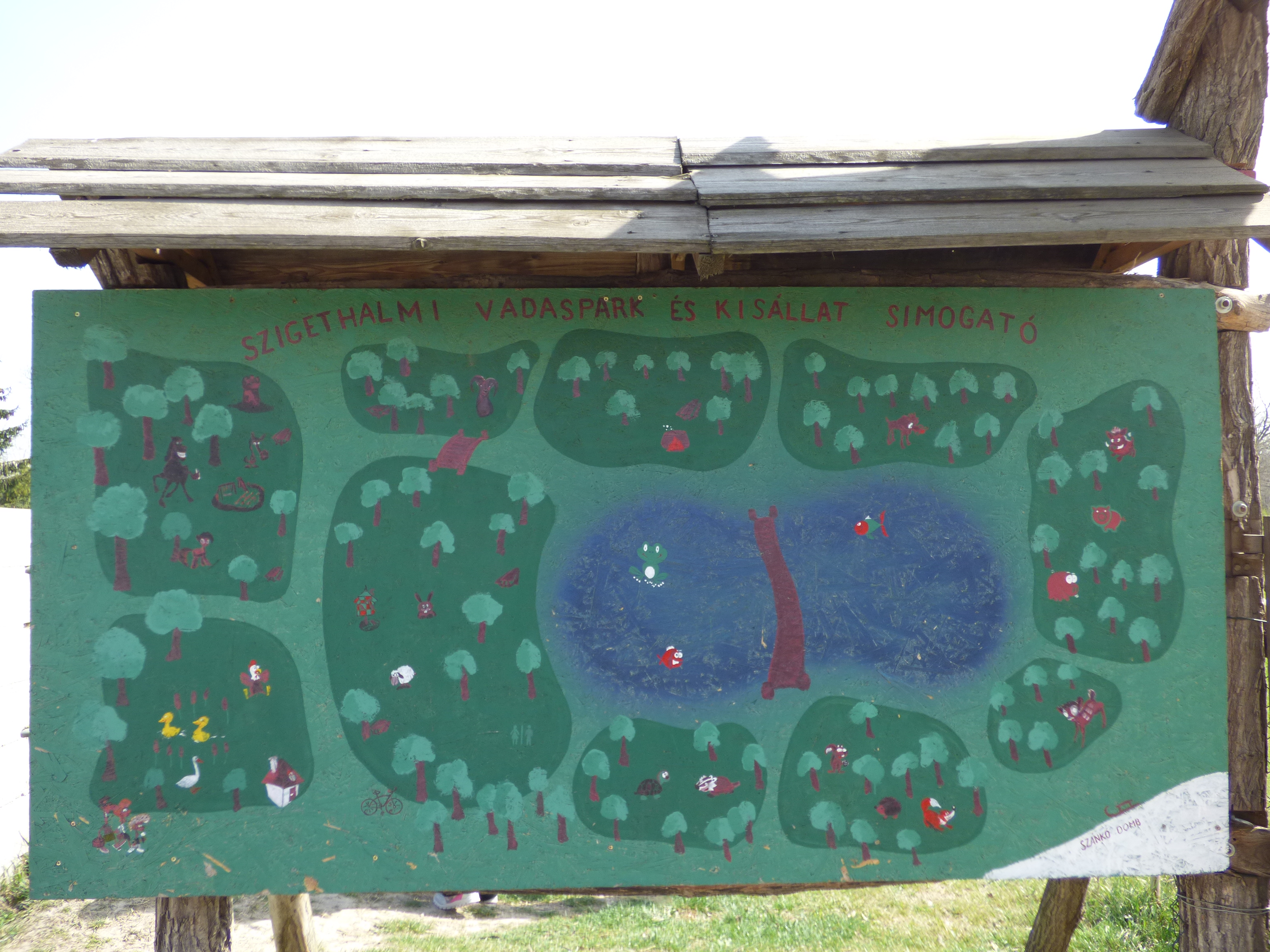
Térképes tájékoztató tábla a közösségi állatsimogató bejáratánál